# 노비크 (방호순양함)
노비크(Новик)는 독일 엘블롱크에서 건조된 러시아 제국 해군의 방호순양함이었다. 사할린의 코르사코프 해전에서 공격을 당해 도주를 하다가 좌초되었다. 이 해전 이후 일본 제국 해군은 노비크를 끌어올린 후 수리를 했다. 수리가 완료된 후 일본 해군에 편입시켜 통보함 스즈야(鈴谷)가 되었다.

## 개요
원래는 러시아 제국이 독일 엘블롱크에서 건조한 2등방호순양함이었다. 속력이 25노트로 당시 순양함보다 몇 노트 빠른 정찰 순양함으로 세계적으로 유명했다.
러일 전쟁의 황해 해전에 참가하여 혼자 도주했지만 사할린 코르사코프 부근에서 지토세와 쓰시마에 발견되어 공격을 당해 손상을 입고, 좌초 되었다. (코르사코프 해전). 이후 일본 해군이 끌어 올려 요코스카 해군 공창에서 정비를 한 후, 1906년 8월 20일 통보함 스즈야(鈴谷)로 편입시켰다. 그러나 피해가 컸기 때문에 전체 복구는 포기했고, 3축이었던 것을 1축 추진으로 바꾸고, 보일러 수를 줄여서 속력은 19노트로 떨어졌다.
취역 후 대부분은 뤼순 경비함으로 사용되었으나 8년(취역은 5년 미만) 정도를 더 사용하다가 단기간에 퇴역시켰다.

## 연표
- 1899년 독일 그단스크 근처의 엘블롱크 시샤우 조선소에서 기공.
- 1900년 8월 15일 진수.
- 1901년 준공.
- 1904년 8월 21일, 사할린 코르사코프 앞바다에서 일본 함대의 공격을 받아 손상을 입고 좌초
- 1905년 8월 인상 작업 시작. 약 1년 후 부양 성공. 하코다테에서 응급 수리 후 요코스카 조병창에서 본격 정비.
- 1906년 8월 20일 함 국적에 편입 통보함으로 분류를 바꾸고 함 이름을 스즈야(鈴谷)로 변경
- 1908년 9월 또는 10월 정비 완료.
- 1912년 8월 28일 2등해방함에 편입.
- 1913년 4월 1일 퇴역. 훗날 매각.

## 참고자료
- 해군역사보존회 『일본해군사』 제7권, 제9권, 제10권, 第一法規出版, 1995년
- 片桐大自『聯合艦隊軍艦銘銘伝』（光人社、1993年） ISBN 4-7698-0386-9
- 잡지 「丸」 편집부 『사진 일본의 군함 제5권 중순양함I』 (光人社, 1989년) ISBN 4-7698-0455-5
- 『관보』